# Irama
Irama, właśc. Filippo Maria Fanti (ur. 20 grudnia 1995 w Carrara) – włoski piosenkarz i autor tekstów.
W 2015 roku wziął udział w Sanremo Giovani z utworem Cosa resterà. W 2018 wygrał siedemnastą edycję talent show Amici di Maria De Filippi, a w 2020 został zwycięzcą specjalnej edycji programu – Amici Speciali.
Sześciokrotnie uczestniczył w Festiwalu Piosenki Włoskiej w Sanremo: w 2016 w kategorii Nuove Proposte, w 2019 wystąpił z utworem La ragazza con il cuore di latta, w 2021 z La genesi del tuo colore, a rok później z Ovunque sarai, zajmując czwarte miejsce. W 2024 z piosenką Tu No uplasował się na piątej pozycji, a w 2025 z Lentamente zajął dziewiąte miejsce.
Od debiutu w 2014 roku sprzedał we Włoszech ponad dwa miliony egzemplarzy swoich albumów. Dwukrotnie zdobył pierwsze miejsce na włoskiej liście sprzedaży, a wiele jego utworów, w tym Mediterranea, Nera, La genesi del tuo colore, Ovunque sarai, Tu No, Crepe i La ragazza con il cuore di latta, uzyskały status multiplatynowych singli. W swojej karierze otrzymał 53 platynowe płyty i 5 złotych płyt.

## Życiorys

### Wczesne lata i początki kariery
Filippo Maria Fanti urodził się 20 grudnia 1995 roku w Carrarze, w wieku ośmiu lat przeprowadził się z rodziną do Monzy, gdzie ukończył szkołę średnią. Nigdy nie studiował muzyki, jednak już w wieku siedmiu lat napisał swoją pierwszą piosenkę. Od dziecka deklarował zainteresowanie twórczością Francesco Gucciniego i Fabrizio De André, a później zbliżył się do hip-hopu. Jego pseudonim artystyczny, Irama, jest anagramem jego drugiego imienia – Maria i oznacza „rytm” w języku malajskim.

### Pierwsze kroki w branży muzycznej (2015–2016)
W 2015 roku Irama, wspólnie z Giulio Nenną, napisał utwór Cosa resterà, z którym 27 listopada znalazł się w gronie ośmiu zwycięzców dziewiątej edycji Sanremo Giovani. Dzięki temu zakwalifikował się do 66. Festiwalu Piosenki Włoskiej w San Remo, gdzie wystąpił w kategorii Nuove Proposte. W pierwszej rundzie przegrał pojedynek z Ermalem Metą, mimo że wygrał głosowanie widzów.
Singiel Cosa resterà, wydany 28 listopada 2015 roku, zapowiadał debiutancki album studyjny artysty – Irama. Płyta została wyprodukowana przez Giulio Nennę i Andreę Debernardiego i ukazała się 12 lutego 2016 roku nakładem wytwórni Warner Music Italy. Album zadebiutował na 51. miejscu włoskiej listy sprzedaży FIMI.
27 maja 2016 roku ukazał się drugi singiel z płyty, Tornerai da me, który Irama zaprezentował podczas czwartej edycji Summer Festival na Piazza del Popolo w Rzymie. Utwór zwyciężył w kategorii Giovani, a sam singiel uzyskał status złotej płyty. 16 września 2016 roku premierę miał trzeci i ostatni singiel promujący album – Non ho fatto l’università.

### Amici di Maria De FilippiiPlume(2017–2018)
16 czerwca 2017 roku, po ponad roku przerwy, Irama wydał singiel Mi drogherò, z którym 25 czerwca wystąpił podczas piątej edycji Summer Festival w Rzymie. Z powodu słabej promocji ze strony Warner Music Italy utwór nie odniósł większego sukcesu, co doprowadziło do zakończenia pierwszej współpracy piosenkarza z tą wytwórnią.
Pod koniec 2017 roku Irama wziął udział w siedemnastej edycji talent show Amici di Maria De Filippi. W trakcie trwania programu zaprezentował kilka utworów, w tym Che vuoi che sia, Che ne sai, Un respiro i Voglio solo te, które mimo braku statusu oficjalnych singli znalazły się na włoskiej liście sprzedaży Top Singoli. 2 marca 2018 roku ukazał się singiel Un giorno in più, który dotarł do 24. miejsca listy Top Singoli. Irama znalazł się w finale programu, który ostatecznie wygrał. Zwycięstwo pozwoliło mu na odnowienie kontraktu z Warner Music Italy.
1 czerwca 2018 roku Irama wydał singiel Nera, który zaprezentował jeszcze podczas trwania Amici. Utwór osiągnął 2. miejsce na liście Top Singoli i sprzedał się w ponad 200 000 egzemplarzy, pokrywając się poczwórną platyną. Tego samego dnia ukazała się także EP Plume, która zadebiutowała na 1. miejscu włoskiej listy albumów FIMI i zdobyła status potrójnej platyny. FIMI umieściło Plume i Nerę jako drugi najlepiej sprzedający się album i szósty najlepiej sprzedający się singiel we Włoszech w 2018 roku.
W czerwcu Irama ponownie pojawił się na Summer Festival w Rzymie (22, 24 i 25 czerwca), a 16 września był gościem finału festiwalu na scenie Parco Mind w Area Expo w Rho (Mediolan). W lipcu wziął także udział w kilku koncertach Battiti Live.
12 września 2018 roku Irama wystąpił jako gość podczas trasy koncertowej Fatti sentire World Wide Tour Laury Pausini w Unipol Forum w Assago. Później otworzył także jej koncerty w Casalecchio di Reno i Rzymie.

### AlbumGiovani, Sanremo iAmici Speciali(2018–2020)
9 października 2018 roku, zaledwie cztery miesiące po wydaniu EP-ki Plume, Irama wydał swój drugi studyjny album – Giovani. Podobnie jak poprzedni minialbum, płyta zadebiutowała na 1. miejscu listy sprzedaży FIMI. Wraz z premierą albumu ukazał się singiel promujący Bella e rovinata, który dotarł do 24. miejsca Top Singoli i uzyskał status platynowej płyty.
20 grudnia 2018 roku, podczas Sanremo Giovani, Irama został ogłoszony jako uczestnik 69. Festiwalu Piosenki Włoskiej w San Remo w kategorii Campioni. W lutym 2019 wystąpił na festiwalu z utworem La ragazza con il cuore di latta, zajmując 7. miejsce. Po zakończeniu wydarzenia singiel osiągnął 3. miejsce na włoskiej liście Top Singoli i promował reedycję albumu Giovani per sempre.
3 czerwca 2019 roku Irama wydał singiel Arrogante, który zdobył status potrójnej platyny, a jego teledysk zyskał miliony wyświetleń w ciągu kilku dni. W marcu 2020 roku ukazał się singiel Milano, nagrany w duecie z Francesco Sarciną, liderem zespołu Le Vibrazioni. Dochód z utworu został przeznaczony na cele charytatywne. Od 15 maja do 5 czerwca 2020 roku Irama brał udział w specjalnej edycji programu Amici – Amici Speciali, którą ostatecznie wygrał. W trakcie trwania programu wydał singiel Mediterranea, który stał się jednym z jego największych hitów – osiągnął 1. miejsce na liście Top Singoli i pokrył się pięciokrotną platyną. 28 sierpnia 2020 roku ukazała się EP-ka Crepe.

### Sanremo 2021 i 2022 oraz albumIl giorno in cui ho smesso di pensare
W marcu 2021 roku Irama po raz trzeci wziął udział w Festiwalu Piosenki Włoskiej w San Remo, prezentując utwór La genesi del tuo colore. Pierwotnie miał wystąpić pierwszego wieczoru festiwalu, jednak z powodu pozytywnego wyniku testu na COVID-19 u jednego z członków jego zespołu, jego występ został przeniesiony na kolejny dzień. Irama poddał się ponownemu testowi, który dał negatywny wynik, jednak następny członek ekipy uzyskał wynik pozytywny, co zgodnie z obowiązującymi zasadami powinno doprowadzić do jego wycofania. Dzięki zmianie regulaminu organizatorzy umożliwili mu dalszy udział, wykorzystując nagranie z próby generalnej jako oficjalny występ konkursowy. Irama został tym samym drugim w historii artystą, po Claudio Villi (1955), który uczestniczył w Festiwalu w Sanremo bez występu na żywo. Ostatecznie zajął piąte miejsce, a singiel pokrył się potrójną platyną.
W lutym 2022 roku Irama ponownie wystąpił na Sanremo, tym razem z utworem Ovunque Sarai, który zadedykował swojej zmarłej babci. Piosenka przyniosła mu czwarte miejsce w konkursie. 25 lutego 2022 roku, tuż po festiwalu, ukazał się jego trzeci studyjny album – Il giorno in cui ho smesso di pensare, który zadebiutował na 1. miejscu listy albumów FIMI i pokrył się poczwórną platyną. 1 lipca do cyfrowej wersji płyty dodano singiel PamPamPamPamPamPamPamPam. 25 listopada ukazała się wersja deluxe albumu, wzbogacona o trzy nowe utwory, w tym singiel Ali.

### AlbumNo Stressi Sanremo 2024–2025
7 lipca 2023 roku Irama, we współpracy z Rkomim, wydał album No Stress, który był promowany przez singiel Hollywood, opublikowany 6 czerwca. W grudniu 2023 roku znalazł się w stawce 74. Festiwalu Piosenki Włoskiej w San Remo. W konkursie wystąpił z utworem Tu No, zajmując 5. miejsce. Podczas czwartego wieczoru festiwalu, poświęconego duetom i coverom, zaśpiewał utwór Quando finisce un amore w duecie z Riccardo Cocciante. 17 maja 2024 roku ukazał się singiel Galassie, który Irama zaprezentował 15 maja podczas swojego pierwszego koncertu w Arenie Werona.
W 2025 roku artysta po raz szósty wziął udział w Sanremo, tym razem z piosenką Lentamente, zajmując 9. miejsce. 14 lutego, podczas czwartego wieczoru festiwalu dedykowanego coverom, wystąpił w duecie z Arisą, wykonując Say Something. Podczas trwania festiwalu ogłosił, że 11 czerwca 2026 roku zagra swój pierwszy koncert na stadionie San Siro.

## Dyskografia
Albumy
| Rok                                                   | Tytuł | Najwyższe pozycje na listach | Najwyższe pozycje na listach | Certyfikat                |
| Rok                                                   | Tytuł | ITA                          | SWI                          | Certyfikat                |
| ----------------------------------------------------- | --- | ---------------------------- | ---------------------------- | ------------------------- |
| 2016                                                  | Irama - Wydany: 12 lutego 2016 - Wytwórnia: Warner Music Italy - Format: CD, CD+DVD, digital download, streaming                             | 41                           | —                            |                           |
| 2018                                                  | Giovani - Wydany: 19 października 2018 - Wytwórnia: Warner Music Italy - Format: CD, digital download, streaming                             | 1                            | 88                           | - ITA: Platynowa Płyta    |
| 2022                                                  | Il giorno in cui ho smesso di pensare - Wydany: 25 lutego 2022 - Wytwórnia: Warner Music Italy - Format: CD, LP, digital download, streaming | 1                            | 19                           | - ITA: 4× Platynowa Płyta |
| 2023                                                  | No Stress (z Rkomi) - Wydany: 7 lipca 2023 - Wytwórnia: Atlantic, Island - Format: CD, LP, digital download, streaming                       | 2                            | —                            | - ITA: Złota Płyta        |
| "—" oznacza, że album nie był notowany w danym kraju. | |                              |                              |                           |

Minialbumy
| Rok                                                   | Tytuł | Najwyższe pozycje na listach | Najwyższe pozycje na listach | Certyfikat                |
| Rok                                                   | Tytuł | ITA                          | SWI                          | Certyfikat                |
| ----------------------------------------------------- | --- | ---------------------------- | ---------------------------- | ------------------------- |
| 2018                                                  | Plume - Wydany: 1 czerwca 2018 - Wytwórnia: Warner Music Italy - Format: CD, digital download, streaming   | 1                            | 20                           | - ITA: 3× Platynowa Płyta |
| 2020                                                  | Crepe - Wydany: 28 sierpnia 2020 - Wytwórnia: Warner Music Italy - Format: CD, digital download, streaming | 1                            | —                            | - ITA: Platynowa Płyta    |
| "—" oznacza, że album nie był notowany w danym kraju. | |                              |                              |                           |

Single
| Rok                                                     | Tytuł                                           | Najwyższe pozycje na listach | Najwyższe pozycje na listach | Certyfikat                | Sprzedaż       | Album                                          |
| Rok                                                     | Tytuł                                           | ITA                          | SWI                          | Certyfikat                | Sprzedaż       | Album                                          |
| ------------------------------------------------------- | ----------------------------------------------- | ---------------------------- | ---------------------------- | ------------------------- | -------------- | ---------------------------------------------- |
| 2015                                                    | Cosa resterà                                    | 100                          | —                            |                           |                | Irama                                          |
| 2016                                                    | Tornerai da me                                  | —                            | —                            | - ITA: Złota Płyta        | - ITA: 25 000  | Irama                                          |
| 2016                                                    | Non ho fatto l'università                       | —                            | —                            |                           |                | Irama                                          |
| 2017                                                    | Mi drogherò                                     | —                            | —                            |                           |                | /                                              |
| 2018                                                    | Un giorno in più                                | 24                           | —                            | - ITA: Złota Płyta        | - ITA: 25 000  | Plume                                          |
| 2018                                                    | Che ne sai                                      | 45                           | —                            |                           |                | Plume                                          |
| 2018                                                    | Nera                                            | 2                            | —                            | - ITA: 4x Platynowa Płyta | - ITA: 200 000 | Plume                                          |
| 2018                                                    | Bella e rovinata                                | 21                           | —                            | - ITA: Platynowa Płyta    | - ITA: 50 000  | Giovani                                        |
| 2019                                                    | La ragazza con il cuore di latta                | 3                            | 58                           | - ITA: 2x Platynowa Płyta | - ITA: 100 000 | Giovani per sempre                             |
| 2019                                                    | Arrogante                                       | 9                            | —                            | - ITA: 3x Platynowa Płyta | - ITA: 210 000 | Crepe                                          |
| 2020                                                    | Milano (con Francesco Sarcina)                  | —                            | —                            |                           |                | /                                              |
| 2020                                                    | Mediterranea                                    | 1                            | 92                           | - ITA: 5x Platynowa Płyta | - ITA: 350 000 | Crepe                                          |
| 2020                                                    | Crepe                                           | 18                           | —                            | - ITA: 2x Platynowa Płyta | - ITA: 140 000 | Crepe                                          |
| 2020                                                    | Ragazzi della nebbia (con Mace i FSK Satellite) | 54                           | —                            |                           |                | OBE                                            |
| 2021                                                    | La genesi del tuo colore                        | 3                            | 75                           | - ITA: 3x Platynowa Płyta | - ITA: 210 000 | /                                              |
| 2021                                                    | Melodia proibita                                | 19                           | —                            | - ITA: 2x Platynowa Płyta | - ITA: 140 000 |                                                |
| 2021                                                    | Luna piena (con Rkomi i Shablo)                 | 12                           | —                            | - ITA: 5x Platynowa Płyta | - ITA: 500 000 | Taxi Driver                                    |
| 2022                                                    | Ovunque sarai                                   | 2                            | 11                           | - ITA: 4x Platynowa Płyta | - ITA: 400 000 | Il giorno in cui ho smesso di pensare          |
| 2022                                                    | 5 gocce (feat. Rkomi)                           | 3                            | —                            | - ITA: 5x Platynowa Płyta | - ITA: 500 000 | Il giorno in cui ho smesso di pensare          |
| 2022                                                    | PamPamPamPamPamPamPamPam                        | 16                           | —                            | - ITA: Platynowa Płyta    | - ITA: 100 000 | Il giorno in cui ho smesso di pensare          |
| 2022                                                    | Ali                                             | 15                           | —                            | - ITA: Platynowa Płyta    | - ITA: 100 000 | Il giorno in cui ho smesso di pensare (Deluxe) |
| 2023                                                    | Hollywood (con Rkomi i Shablo)                  | 17                           | —                            | - ITA: 2x Platynowa Płyta | - ITA: 200 000 | No Stress                                      |
| 2023                                                    | Sulla pelle (con Rkomi)                         | —                            | —                            |                           |                | No Stress                                      |
| 2024                                                    | Tu no                                           | 5                            | 16                           | - ITA: 2x Platynowa Płyta | - ITA: 200 000 | /                                              |
| 2024                                                    | Galassie                                        | 21                           | —                            | - ITA: Platynowa Płyta    | - ITA: 100 000 | /                                              |
| 2025                                                    | Lentamente                                      | 12                           | 57                           | - ITA: Złota Płyta        | - ITA: 100 000 | /                                              |
| "—" oznacza, że singiel nie był notowany w danym kraju. |                                                 |                              |                              |                           |                |                                                |

Inne notowane i certyfikowane utwory
| Rok  | Tytuł                             | Najwyższe pozycje na listach | Certyfikat             | Sprzedaż       | Album                                 |
| Rok  | Tytuł                             | ITA                          | Certyfikat             | Sprzedaż       | Album                                 |
| ---- | --------------------------------- | ---------------------------- | ---------------------- | -------------- | ------------------------------------- |
| 2018 | Che vuoi che sia                  | 53                           |                        |                | Plume                                 |
| 2018 | Voglio solo te                    | 42                           | - ITA: Złota Płyta     | - ITA: 25 000  | Plume                                 |
| 2018 | Un respiro                        | 71                           |                        |                | Plume                                 |
| 2022 | Colpiscimi (feat. Lazza)          | 55                           |                        |                | Il giorno in cui ho smesso di pensare |
| 2022 | Iride (feat. Guè)                 | 81                           |                        |                | Il giorno in cui ho smesso di pensare |
| 2022 | Una lacrima (feat. Sfera Ebbasta) | 24                           | - ITA: Platynowa Płyta | - ITA: 100 000 | Il giorno in cui ho smesso di pensare |
| 2023 | Sexy (con Rkomi feat. Guè)        | 45                           |                        |                | No Stress                             |

Jako artysta gościnny
| Rok  | Tytuł                                                  | Album          |
| ---- | ------------------------------------------------------ | -------------- |
| 2014 | Amore mio (Valerio Sgargi feat. Irama)                 | /              |
| 2014 | Per te (Valerio Sgargi feat. Irama)                    | /              |
| 2016 | Fino a farmi male (Benji & Fede feat. Irama)           | 20:05          |
| 2024 | Saturno e Venere (Il Volo feat. Irama)                 | Ad Astra       |
| 2025 | Chhiù bene'e me (Rocco Hunt feat. Irama)               | Ragazzo di giù |
| 2025 | Mille problemi (Shablo feat. Irama, Joshua e Tormento) | Manifesto      |

## Trasy koncertowe
- 2018 – Plume Tour
- 2019 – Giovani per sempre Tour
- 2022 – Il giorno in cui ho smesso di pensare Live Tour
- 2022 – Irama Live Tour
- 2023 – No Stress Tour (Rkomi)
- 2024/2025 – Irama Live Tour

## Programy telewizyjne
- Amici di Maria De Filippi 17 (Canale 5, Real Time, 2018) - uczestnik, zwycięzca
- Amici speciali 1 (Canale 5, 2020) - uczestnik, zwycięzca
- Celebrity Hunted: Caccia all'uomo (Prime Video, 2022) - uczestnik